# 粗脉薹草
粗脉薹草（学名：Carex rugulosa）为莎草科薹草属的植物。分布于日本北部、俄罗斯远东地区以及中国大陆的河北、内蒙古、吉林、黑龙江等地，生长于海拔420米至1,040米的地区，多生长在湖边草地、河边或海滩上，目前尚未由人工引种栽培。